# 小行星9462
小行星9462（英語：9462）是一颗围绕太阳公转的小行星。1998年4月20日，林肯近地小行星研究小组在索科罗发现了此天体。
这颗小行星的绝对星等为358.5325631926204等。